# Севдализа
Севда Ализаде (перс. سِودا علیزاده, хол. Sevda Alizadeh; Техеран, 1. септембар 1987), позната као Севдализа (хол. Sevdaliza), холандска је певачица иранског порекла.

## Дискографија

### Студијски албуми
- ISON (2017)
- Shabrang (2020)

### ЕП-ови
- The Suspended Kid (2015)
- Children of Silk (2015)
- The Calling (2018)
- Raving Dahlia (2022)

### Синглови
- „Clear Air” (2014)
- „Sirens of the Caspian” (2014)
- „Backseat Love” (2014)
- „Marilyn Monroe” (2015)
- „Haunted” (2015)
- „Time” (2016)
- „Human” (2016)
- „Bebin” (2017)
- „Hero” (2017)
- „Hubris” (2017)
- „Mad Woman” (2017)
- „Soul Syncable” (2018)
- „Human Nature” (2018)
- „Darkest Hour” (2019)
- „Martyr” (2019)
- „Oh My God” (2020)
- „Lamp Lady” (2020)
- „Joanna” (2020)
- „Habibi” (2020)
- „Rhode” (2020)
- „Oh My God” (Sleepnet X Sevdaliza Remix) (2021)
- „The Great Hope Design” (2021)
- „High Alone” (2022)